# 齊藤昇
齊藤 昇（さいとう のぼる、1956年1月1日 - ）は、日本のアメリカ文学者。専門は、ワシントン・アーヴィング、ヘンリー・デイヴィッド・ソロー、ナサニエル・ホーソーン、O・ヘンリーなどのアメリカ文学。学位は、文学博士（立正大学・論文博士・2005年)（学位論文「ワシントン・アーヴィングとその時代」）。立正大学教授。立正大学学長も務めた。

## 来歴
- 山梨県生まれ。
- 1978年立正大学文学部英文科卒業。1983年大学院文学研究科博士後期課程英文学専攻満期退学。
- 1983年4月から1985年3月同大学文学部英文学科助手。1985年4月から1988年3月教養部講師。1988年4月から1994年3月助教授、1994年4月から1995年3月教授。
- 同大学教養部の改変で1995年4月から2002年3月文学部英米文学科教授。
- 英米文学科を再編し、2002年4月から文学科英語英米文学専攻コース教授。
- 2013年4月から2016年3月立正大学文学部長を経て、2016年4月より3年間立正大学学長（第33代）。
- 2005年学位論文「ワシントン・アーヴィングとその時代」で立正大学より文学博士の学位を取得。
- 日本ソロー学会会長、国際異文化学会第2代会長を歴任。

## 著書
- 『郷愁の世界 - ワシントン・アーヴィングの文学』（旺史社） 1993年4月
- The Literary Pilgrimage of Nathaniel Hawthorne（文化書房博文社） 1996年10月
- 『彷徨する文人たち - アメリカ・ロマン派の文学風景』（エディトリアルデザイン研究所） 1998年2月
- 『ワシントン・アーヴィングとその時代』（本の友社） 2005年4月
- 『「最後の一葉」はこうして生まれた O・ヘンリーの知られざる生涯』（角川学芸ブックス、角川学芸出版） 2005年5月
- 『ユーモア・ウィット・ペーソス - 短編小説の名手O・ヘンリー』（NHK出版） 2014年3月
- 『そしてワシントン・アーヴィングは伝説になった - 〈アメリカ・ロマン派〉の栄光』（彩流社、フィギュール彩） 2017年5月

### 共編著
- Studies in Henry David Thoreau（日本ソロー学会編、六甲出版） 1999年9月
- 『英米文学への誘い』（鏡味國彦共編、文化書房博文社） 2008年7月
- 『英米文学の風景』（鏡味國彦, 川成洋共編、文化書房博文社） 2012年2月

## 翻訳
- 『わが旧牧師館への小径』（ナサニエル・ホーソーン、平凡社ライブラリー） 2005年12月
- 『ワシントン・アーヴィングのリップ・ヴァン・ウィンクル』（アシュリー・フェナー、トマス・ロッカー絵、小鳥遊書房） 2021年11月 - 児童向け絵本
- 『コッド岬 浜辺の散策』（ヘンリー・D・ソロー、平凡社ライブラリー） 2023年9月
- 『ハツカネズミと人間』（ジョン・スタインベック、講談社文庫） 2023年9月
- 『老人と海／殺し屋』（アーネスト・ヘミングウェイ、文春文庫） 2025年1月 - 後者は短編
- 『デイジー・ミラー／ほんもの』（ヘンリー・ジェイムズ、幻戯書房） 2025年4月

### ワシントン・アーヴィング
- 『スコットランドの吟遊詩人を訪ねて』（ワシントン・アーヴィング、文化書房博文社） 1997年1月
- 『ウォルター・スコット邸訪問記』（ワシントン・アーヴィング、岩波文庫） 2006年11月
- 『ブレイスブリッジ邸』（ワシントン・アーヴィング、岩波文庫） 2009年11月
- 『スケッチ・ブック』上・下（ワシントン・アーヴィング、岩波文庫） 2014年11月-2015年1月
- 『昔なつかしいクリスマス』（ワシントン・アーヴィング, ランドルフ・コールデコット、三元社） 2016年12月
- 『リップとイカボッドの物語 「リップ・ヴァン・ウィンクル」と「スリーピー・ホローの伝説」』（ワシントン・アーヴィング、三元社） 2019年6月
- 『アルハンブラ物語』（ワシントン・アーヴィング、光文社古典新訳文庫） 2022年7月